# Беспечная (Житомирская область)
Беспечная (укр. Безпечна) — село на Украине, находится в Чудновском районе  Житомирской области.
Код КОАТУУ — 1825880501. Население по переписи 2001 года составляет 419 человек. Почтовый индекс — 13265. Телефонный код — 4139. Занимает площадь 1,92 км².

## Адрес местного совета
13265, Житомирская область, Чудновский р-н, с.Беспечная, ул. Победы, 1